# Miłość ma wiele imion
Miłość ma wiele imion (tamilski மின்சார கனவு / Minsaara Kanavu) – indyjski dramat miłosny z 1997 roku w reżyserii debiutującego w tej roli operatora Rajiva Menona. Film nakręcono w języku tamilskim z Kajol w roli głównej, której towarzyszyli Arvind Swamy i Prabhu Deva. Muzykę do filmu skomponował A.R. Rahman. Zdjęcia kręcono w indyjskich stanach Tamilnadu (m.in. w Utakamand) i Himachal Pradesh.
Film opowiada historię dziewczyny rozdartej między powołaniem zakonnym a ziemską miłością do mężczyzny. Tematem filmu jest budzenie się miłości – miłości, która rodzi się za cenę zdradzonej przyjaźni i miłości, która poświęca sama siebie dla szczęścia ukochanej. Film pokazuje też jak manipulowanie cudzymi uczuciami staje się pułapką dla własnego serca.

## Fabuła
Wróciwszy ze studiów w USA Thomas (Arvind Swamy) pragnie przede wszystkim odnaleźć swoją przyjaciółkę z dzieciństwa, Priyę (Kajol). Od lat żyje marzeniami o poślubieniu jej. Ale wychowana w przyklasztornej szkole Priya czuje powołanie, w którym nie ma miejsca na męża. Pragnie pozostać w klasztorze jako przepełniona miłością do Chrystusa zakonnica. Chce zająć się służbą ludziom. Zanim Priya złoży ślub czystości, posłuszeństwa i ubóstwa przełożona klasztoru, aby włączywszy się w życie na zewnątrz wypróbowała silę swojego powołania, sprawdziła, czy Bóg rzeczywiście woła ją do spędzenia życia w zakonie. Thomas postanawia wykorzystać ten czas wzbudzając w Priyi miłość do siebie. W rozkochaniu jej ma mu pomóc znawca kobiecego serca (i kobiecych wdzięków), marzący o sławie muzyka, fryzjer Deva (Prabhu Deva). Ale Deva przeliczył się manipulując cudzymi uczuciami. Rozbudzając serce Priyi dla Thomasa sam się zakochuje. A i w marzeniach Priyi coraz częściej pojawia się obraz radosnego Devy.

## Nagrody
1997 National Film Awards (Indie)
- Silver Lotus Award – za muzykę – A.R. Rahman
- Silver Lotus Award – za choreografię – Prabhu Deva
- Won – Silver Lotus Award – męski Playback – S.P. Balasubrahmanyam
- Won – Silver Lotus Award – kobiecy Playback – K.S. Chitra

1997 Filmfare Awards South (Indie)
- najlepsza aktorka – Kajol
- najlepsza muzyka – A.R. Rahman

## Muzyka i piosenki
Autorem muzyki jest sławny tamilski kompozytor filmowy A.R. Rahman. Lista wykorzystanych piosenek:
- Vennilavae – Hariharan, Sadhana Sargam
- Poo Pookum Osai – Sujatha Mohan, Malaysia Vasudevan
- Manna Madurai – Unni Menon, K.S. Chitra, Srinivas
- Thanga Thamarai – S.P. Balasubrahmanyam
- Strawberry Kannae – Kay Kay, Febi
- Anbendra – Anuradha Sriram